# Понтормо
Якопо Каруччи, известный как Якопо Понтормо или просто Понто́рмо (итал. Jacopo Carucci detto il Pontormo; 24 мая 1494, Понторме, ныне пригород Эмполи — похоронен 2 января 1557, Флоренция) — итальянский живописец и рисовальщик, один из основоположников искусства маньеризма флорентийской школы.

## Биография
Якопо Каруччи родился в Понторме, недалеко от Эмполи (Тоскана), в семье живописца Бартоломео ди Якопо ди Мартино Каруччи, ученика Доменико Гирландайо, и Алессандры ди Паскуале ди Дзаноби. В 1499 году Якопо потерял отца, в 1504 году умерла его мать, но уже в 1503 году он был во Флоренции, где и провёл всю свою жизнь. Вместе с сестрой он был отдан под опеку флорентийской магистратуры по делам сирот. Дж. Вазари рассказывает, как мальчика-сироту, «молодого, меланхоличного и одинокого», использовали в качестве подмастерья, в том числе в мастерских живописцев, вначале Мариотто Альбертинелли, затем Пьеро ди Козимо и, наконец, в 1512 году Андреа дель Сарто, у которого он пробыл недолго. Тяжёлое детство, вероятно, наложило отпечаток на его характер.
Талант Понтормо был сразу отмечен. Его работами восхищались Альбертинелли и Рафаэль перед отъездом в Рим. Юный художник получал много заказов, работал во Флоренции и её окрестностях при поддержке членов семьи Медичи.
Поездка в Рим, в основном для того, чтобы увидеть работы гениального Микеланджело, повлияла на его более поздний стиль. В 1523 году, спасаясь от эпидемии чумы, Понтормо вместе со своим лучшим учеником Аньоло Бронзино поселился в Чертозе ди Валь д’Эма в Галуццо (Тоскана), близ Флоренции, монастыре картезианского ордена, где монахи соблюдали обет молчания. Вместе с Бронзино он написал серию из пяти фресок, полных экзальтации и мистики, теперь сильно повреждённых, о Страстях и Воскресении Христа. Эти фрески демонстрируют влияние гравюр Альбрехта Дюрера, которые часто вдохновляли Понтормо после его возвращения во Флоренцию. Вместе с Бронзино он расписывал интерьеры виллы Медичи в Кареджи и Кастелло в окрестностях Флоренции.
В последние два года своей жизни (1554—1556) Понтормо вёл дневник (опубликован Эль Чекки, во Флоренции в 1956 году). Ещё одним из его сочинений является письмо о превосходстве искусств (la lettera sulla preminenza delle arti scritta), написанное в 1548 году для Бенедетто Варки, который опубликовал его в «Due lezzioni…» в 1549 году.
В эти годы Понтормо почти ни с кем не общался, работал в комнате, попасть в которую можно было лишь по редко спускаемой вниз приставной лестнице. Он был похоронен 2 января 1557 года во Флоренции, в монастыре Сантиссима Аннунциата.

## Индивидуальный художественный стиль
В ранних работах Понтормо сказывается влияние Леонардо да Винчи и Сарто (роспись люнета на вилле Медичи в Поджо-а-Кайано). Примером раннего стиля Понтормо является фреска «Посещение Девы Марии Святой Елизаветой» (1514—1516) в атриуме монастыря Сантиссима Аннунциата во Флоренции. Это произведение проникнуто духом высокой классики эпохи итальянского Возрождения (художнику ещё не было тогда двадцати двух лет). Но в некоторых деталях уже присутствует «какой-то своеобразный оттенок, вносящий диссонанс в мир классической гармонии».
Значительные работы зрелого периода: «Христос в Эммаусе», 1525 (Уффици, Флоренция); «Мадонна со святым Иосифом и Иоанном Крестителем» (Эрмитаж, Санкт-Петербург); «Встреча Марии и Елизаветы», 1528—1530 (церковь Сан-Микеле, Карминьяно). Одним из лучших живописных произведений Понтормо считается «Снятие с креста» (1525—1528, Флоренция, церковь Санта-Феличита).
Зрелый индивидуальный стиль мастера типичен для искусства итальянского маньеризма, но, по определению В. Г. Власова, «отличается особенным напряжением, нервозностью, экспрессией. Композиции Понтормо эксцентричны и неуравновешены. В зрелых, наиболее характерных произведениях Понтормо всё дальше уходил от идеалов итальянского Возрождения и возвращался к идеалам готики, поэтому его творчество отчасти относят к готическому возрождению — особому течению искусства итальянского маньеризма».
Постепенно Понтормо отходил от традиций искусства Высокого Возрождения. Он всё более вдохновлялся произведениями художников Северного Возрождения и немецкой готики. Большое влияние на его творчество оказало знакомство с гравюрами Альбрехта Дюрера и Мартина Шонгауэра. «Всё это отражало устремления к христианскому спиритуализму, охватившие лучшие умы Италии в середине XVI века».
Начиная с 1521 года «направление творческого развития художника резко изменилось… Вазари, хорошо осведомлённый о жизни и характере Понтормо со слов его ученика Бронзино, с некоторым недоумением и досадой отмечает, что Понтормо отказался от признанного мастерства и стал искать в муках новых, сомнительных, опасных путей».
Во многих картинах 1520—1530 годов фигуры приближены к переднему плану. Отсутствие глубины, ясных пространственных отношений и твёрдой опоры композиции создаёт впечатление неустойчивости, подчёркивает драматизм и напряжённость произведений зарождающегося маньеризма. Характерно и то, что в годы, когда многие живописцы стали писать маслом по холсту, Понтормо оставался верен средневековой и раннеренессансной традиции письма темперой и маслом по дереву. «Как чуткий и восприимчивый художник, — писал Б. Р. Виппер, — Понтормо должен был болезненно ощущать гнёт чуждой ему общественной среды и растущее разочарование в окружающей действительности. Понтормо ни в какой мере не был придворным художником, подобно Вазари или Бронзино, но он не был также и борцом, как Микеланджело». Такое положение делает творчество Понтормо совершенно уникальным.

## Галерея

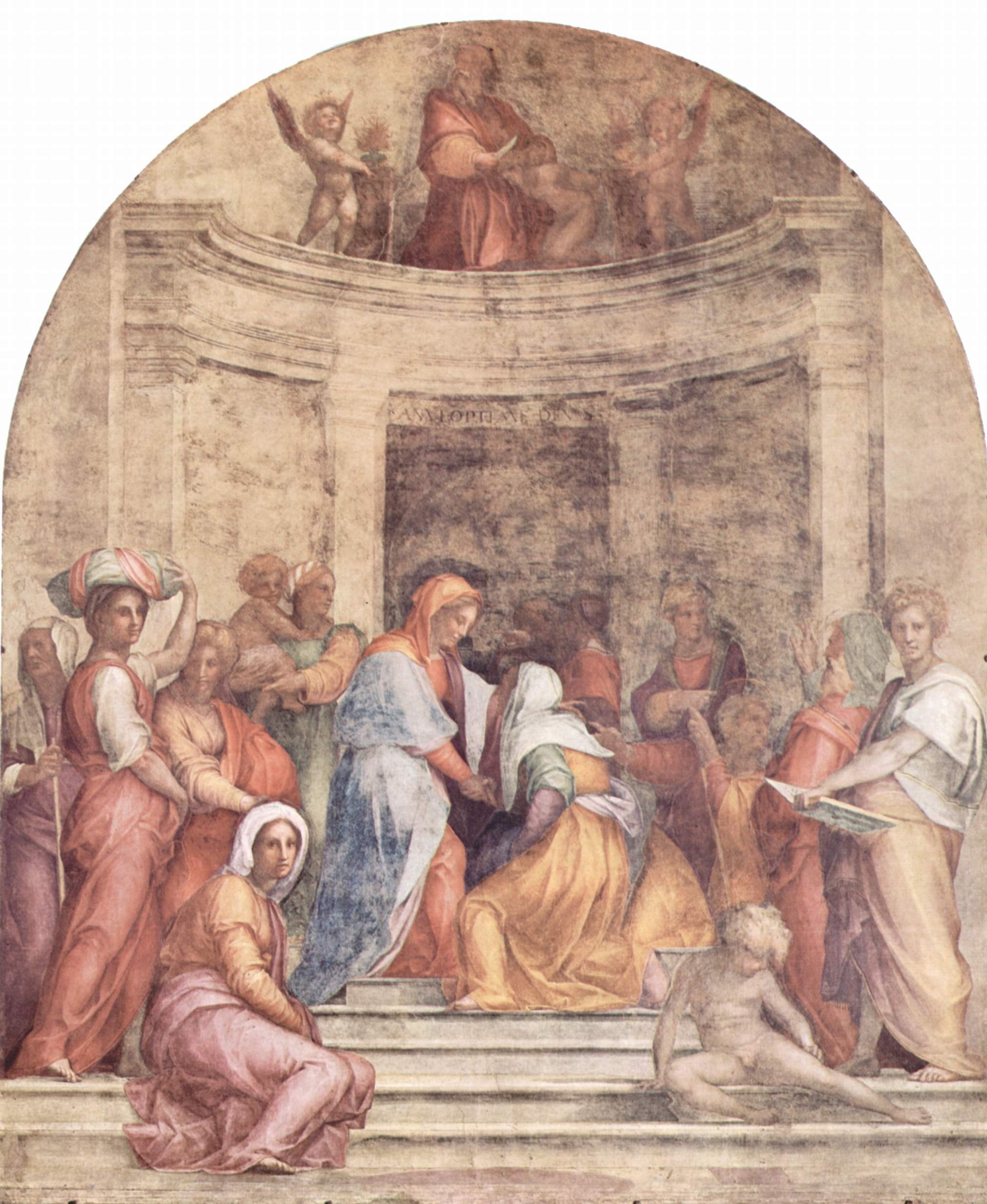
Посещение Девы Марии Святой Елизаветой. 1514—1516. Атриум монастыря Сантиссима Аннунциата, Флоренция
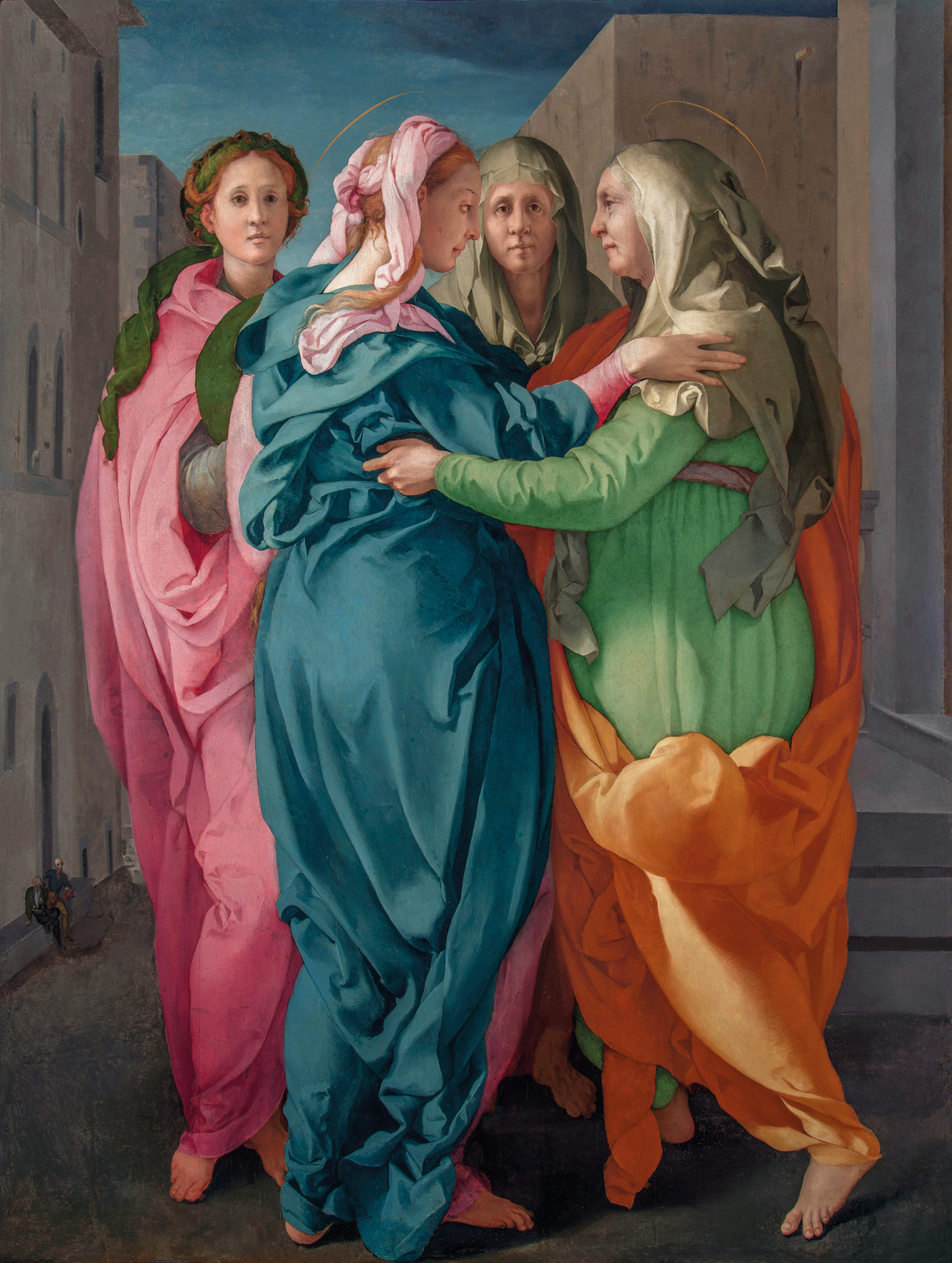
Встреча Марии и Елизаветы. 1528—1530. Дерево, масло. Церковь Сан-Микеле, Карминьяно
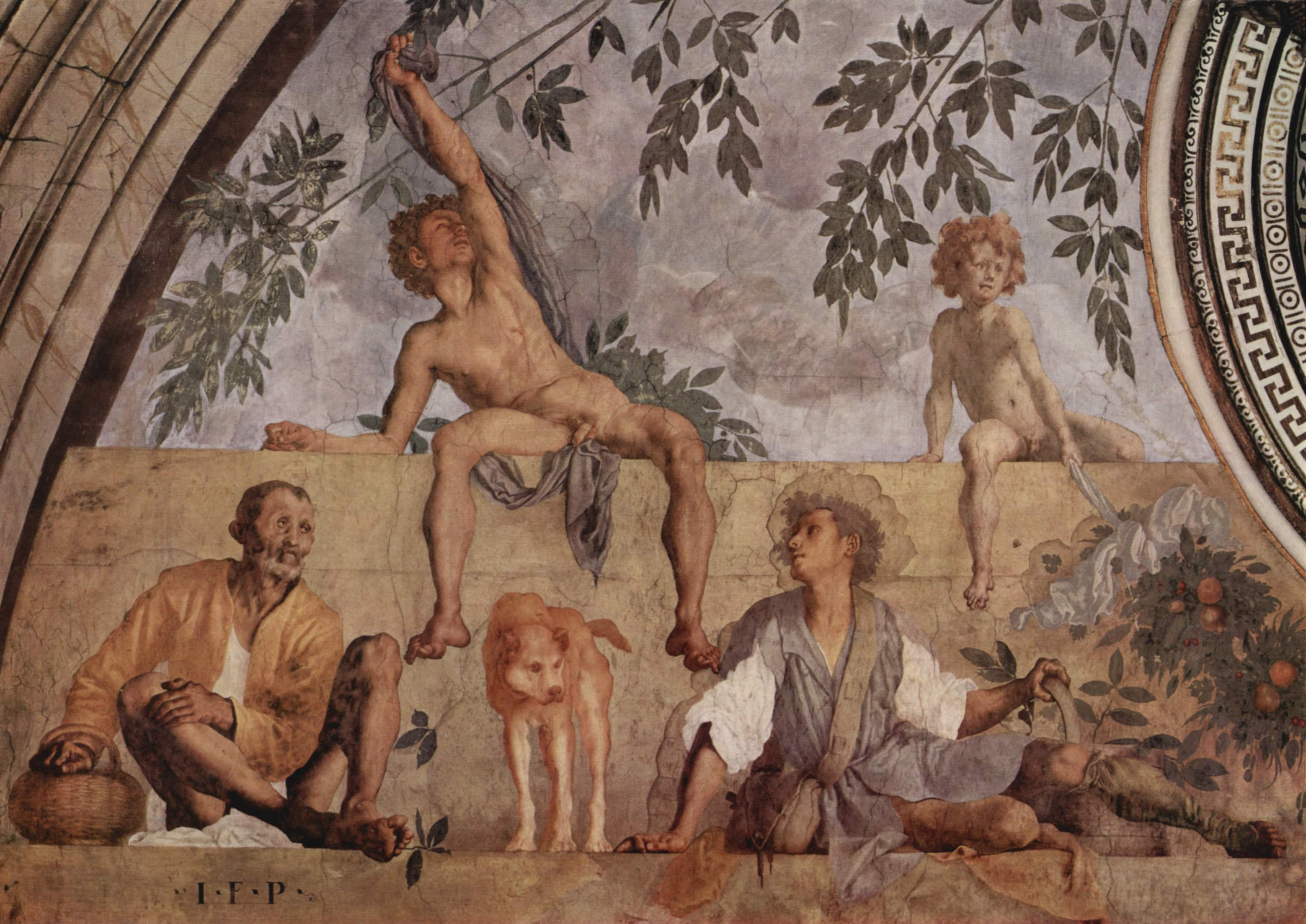
Времена года. Вертумн и Помона. Деталь фрески на вилле Медичи в Поджо-а-Кайано (правая часть люнета). 1520—1521
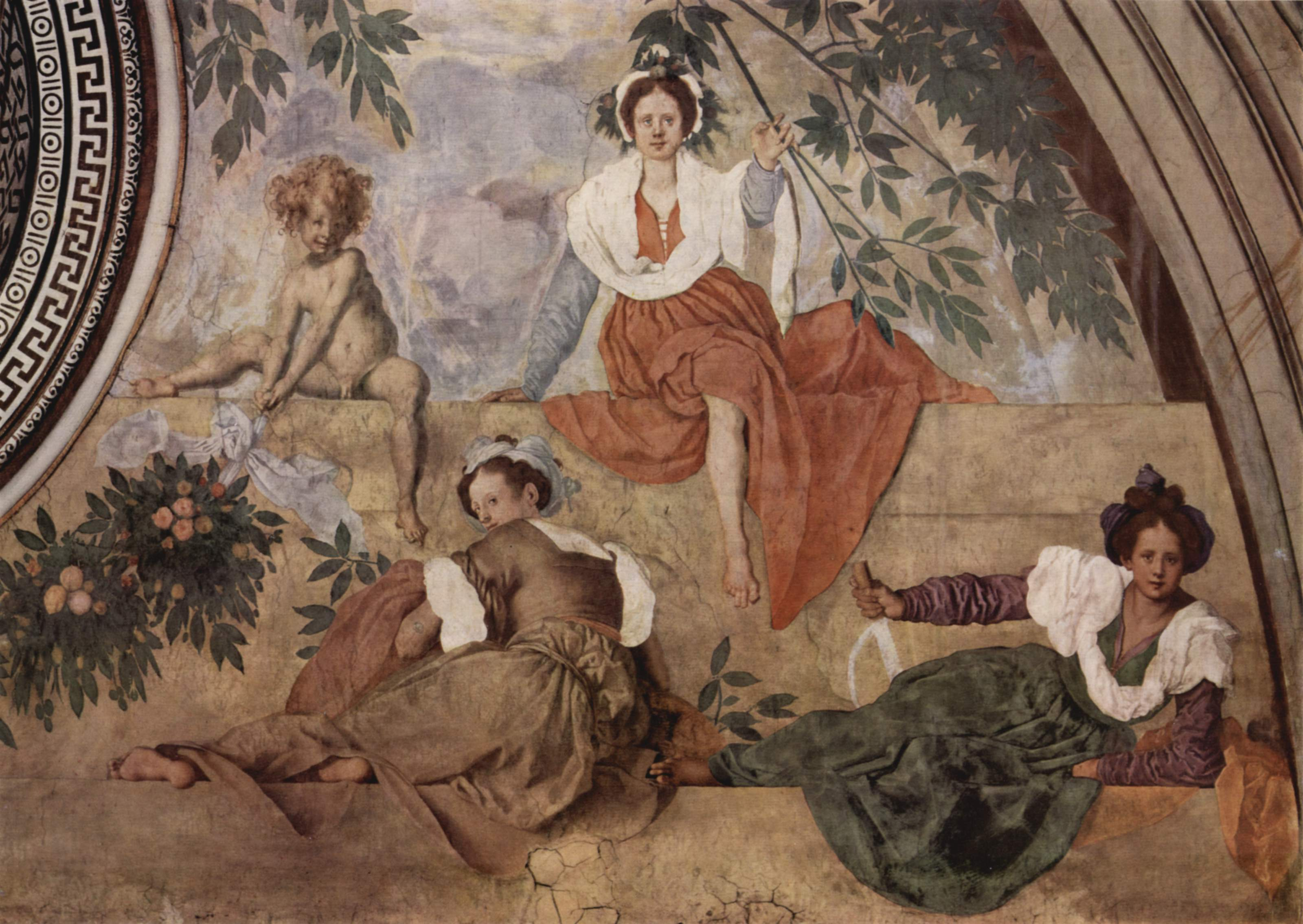
Времена года. Вертумн и Помона. Деталь фрески на вилле Медичи в Поджо-а-Кайано (левая часть люнета). 1520—1521
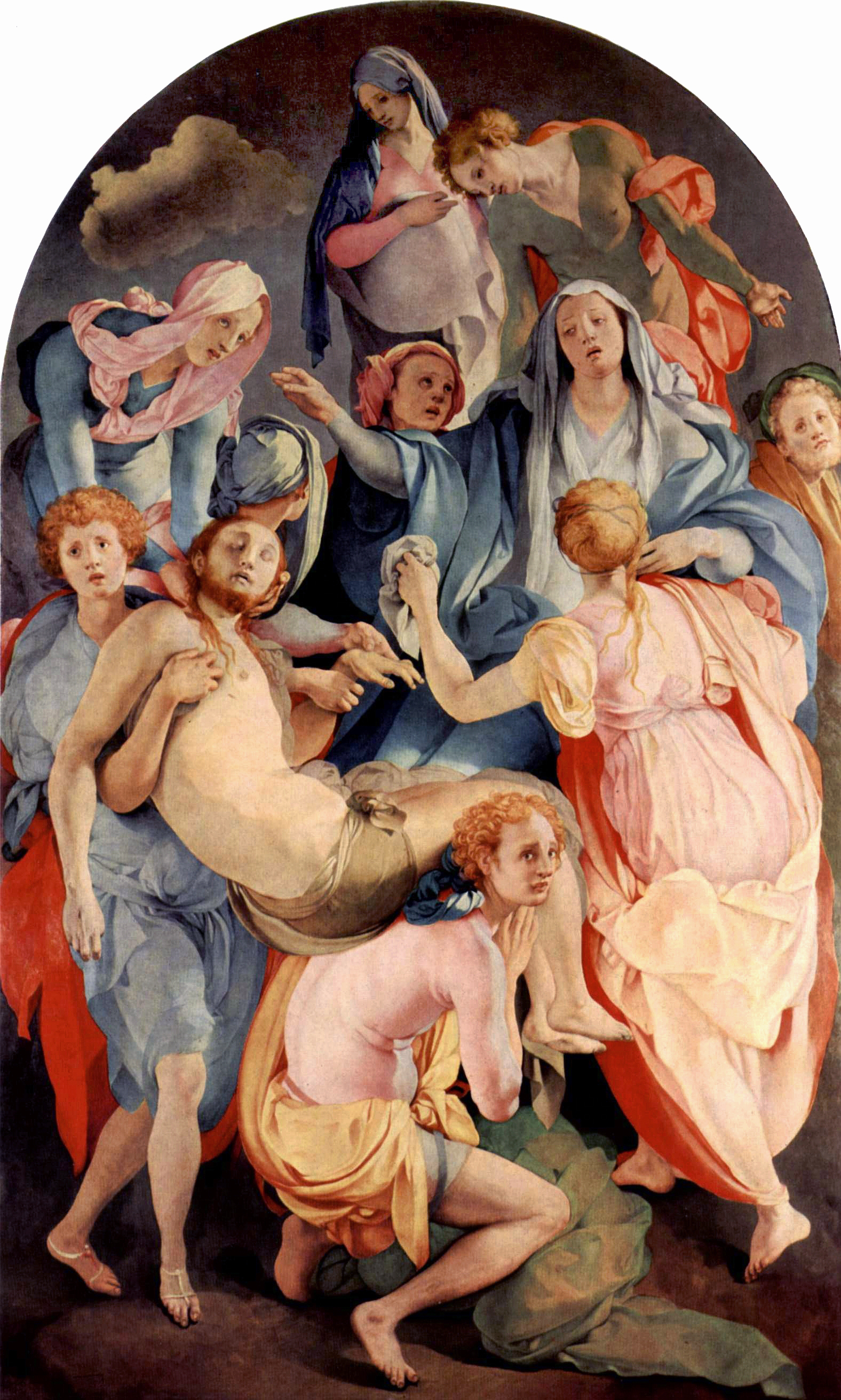
Снятие с креста. 1525–1528. Холст, масло. Церковь Санта-Феличита, Флоренция
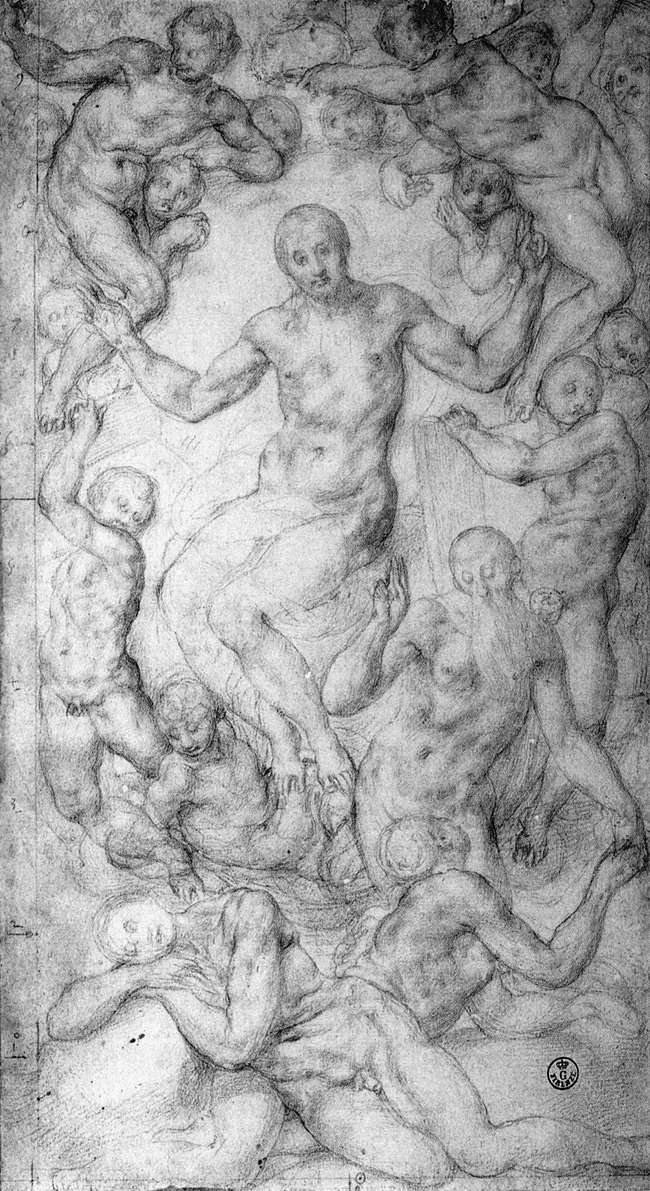
Христос-Судия и сотворение Евы. Ок. 1550 г. Бумага, чёрный мел. Уффици, Флоренция
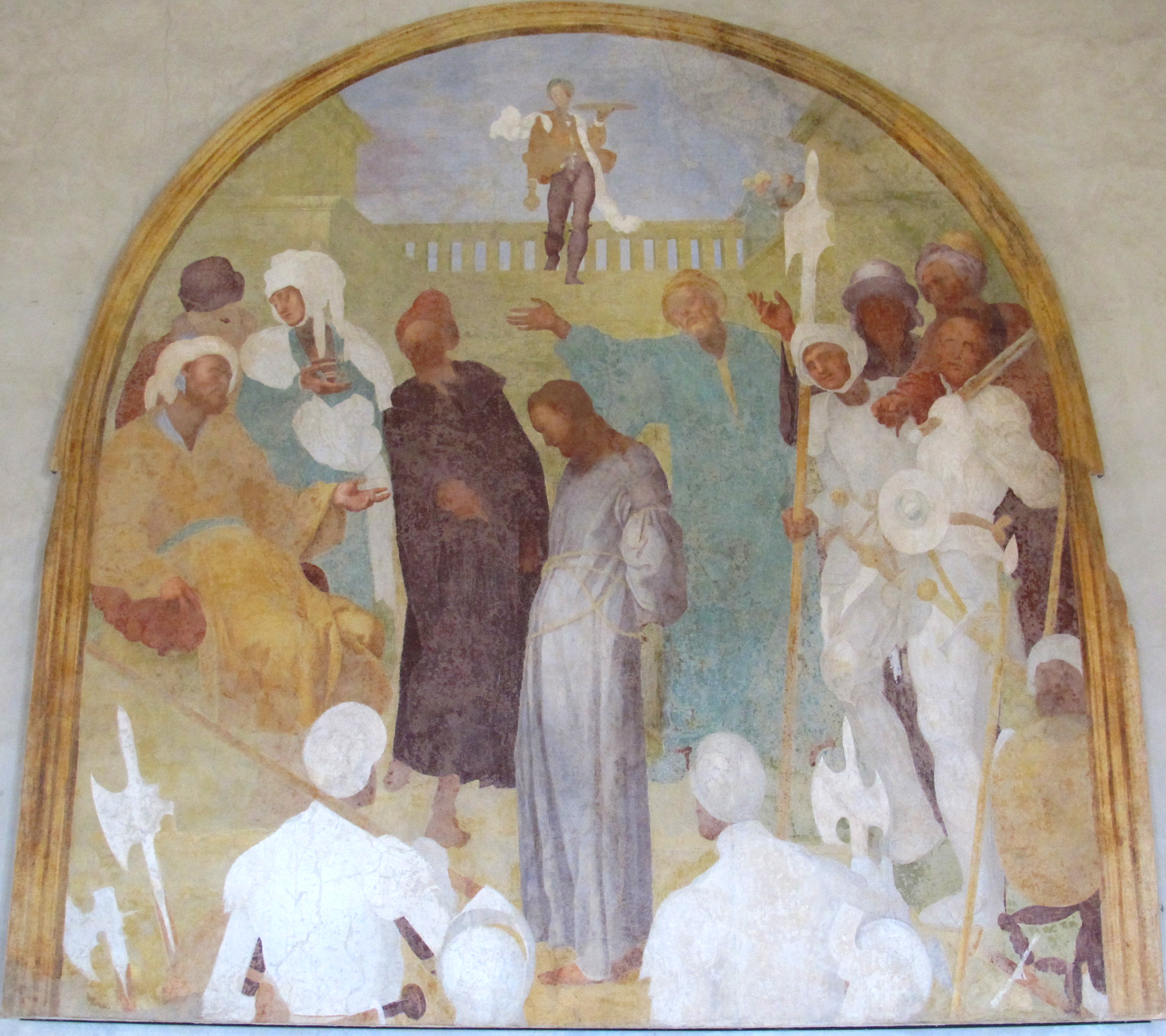
Христос перед Пилатом. Фреска Чертозы ди Валь д’Эма. 1523. Палаццо Аччьяйоли в бывшем картезианском монастыре, Галуццо. Флоренция
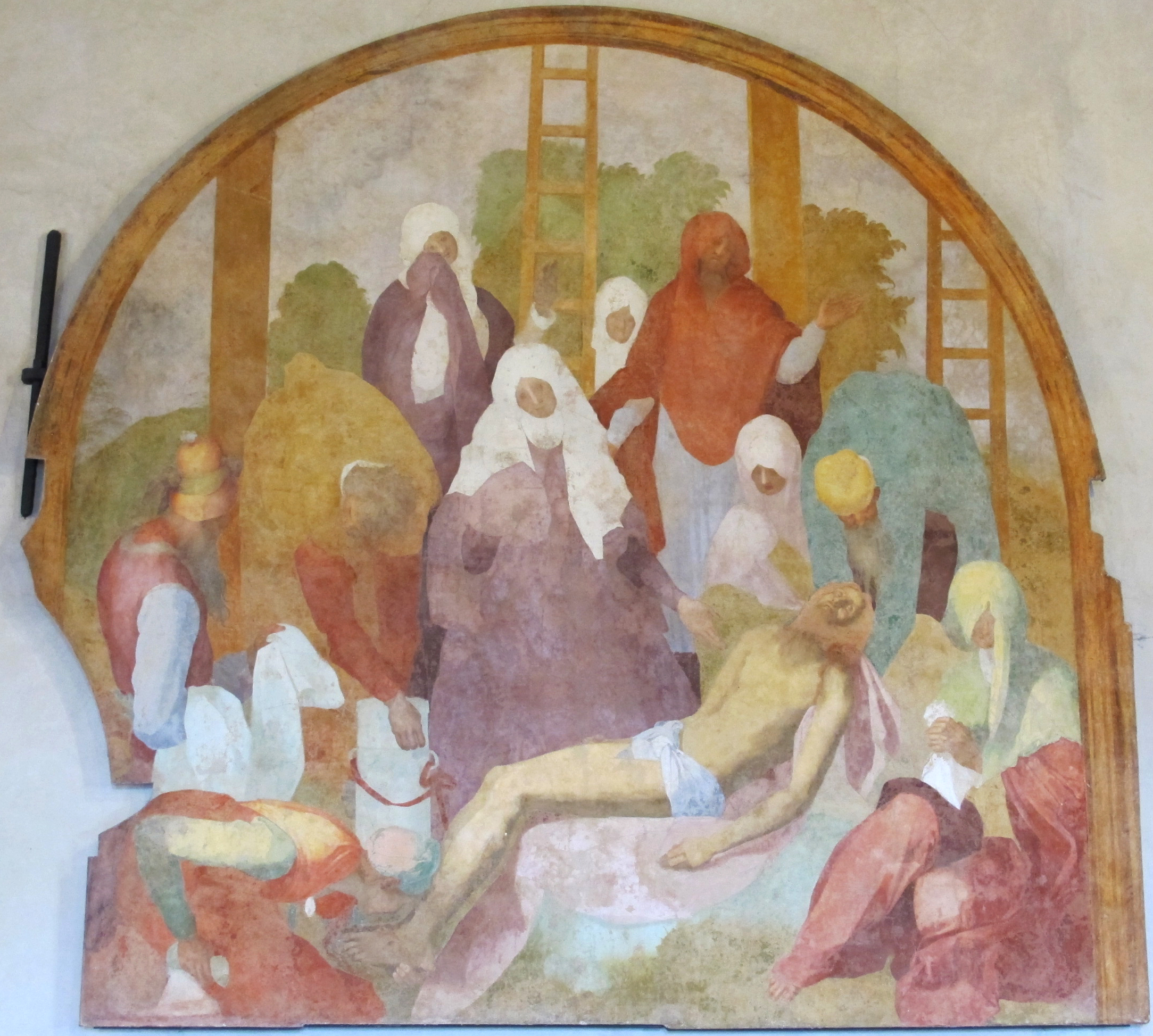
Положение во гроб. Фреска Чертозы ди Валь д’Эма
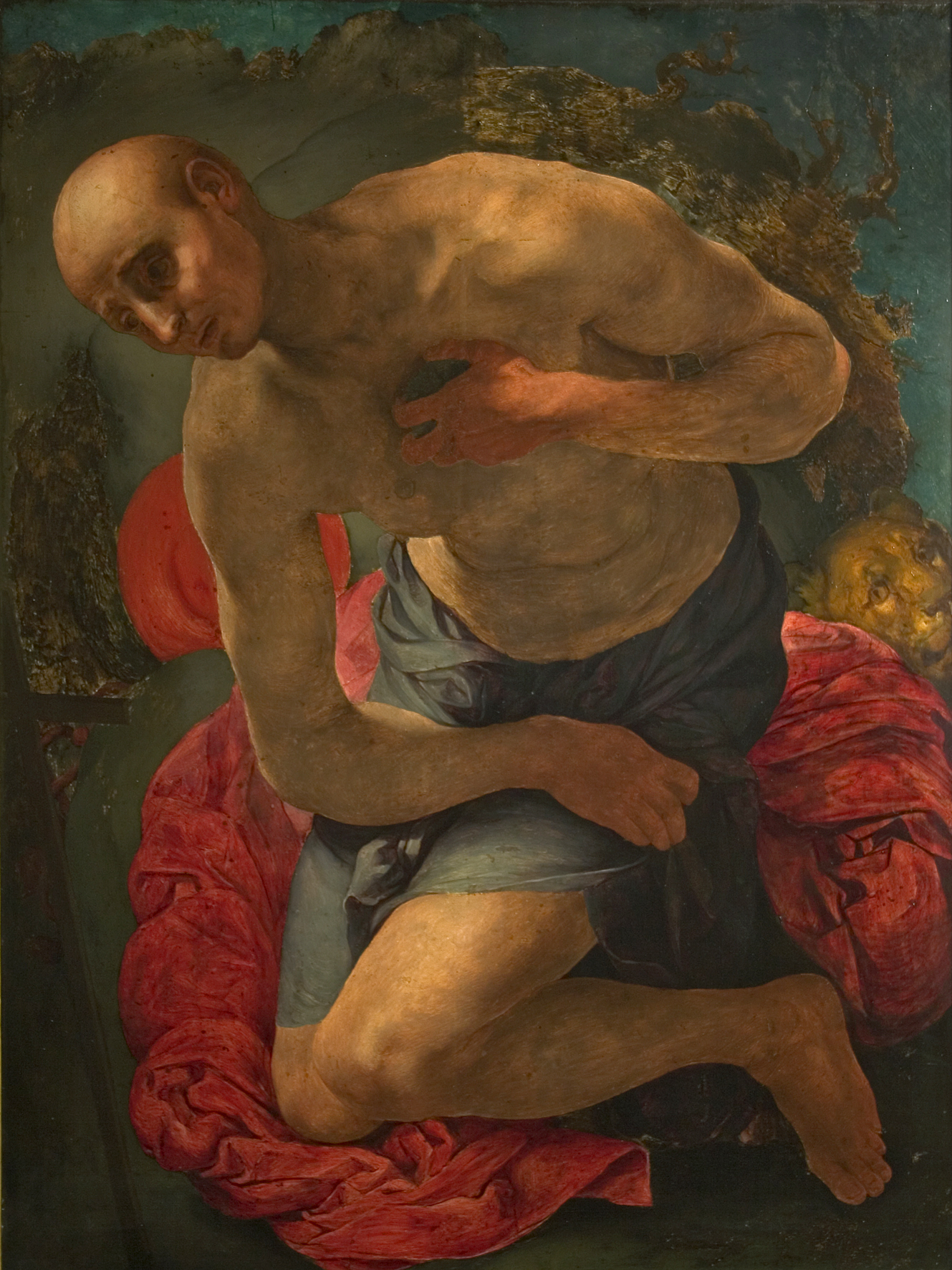
Святой Иероним. 1527—1528. Дерево, масло. Музей земли Нижняя Саксония, Ганновер
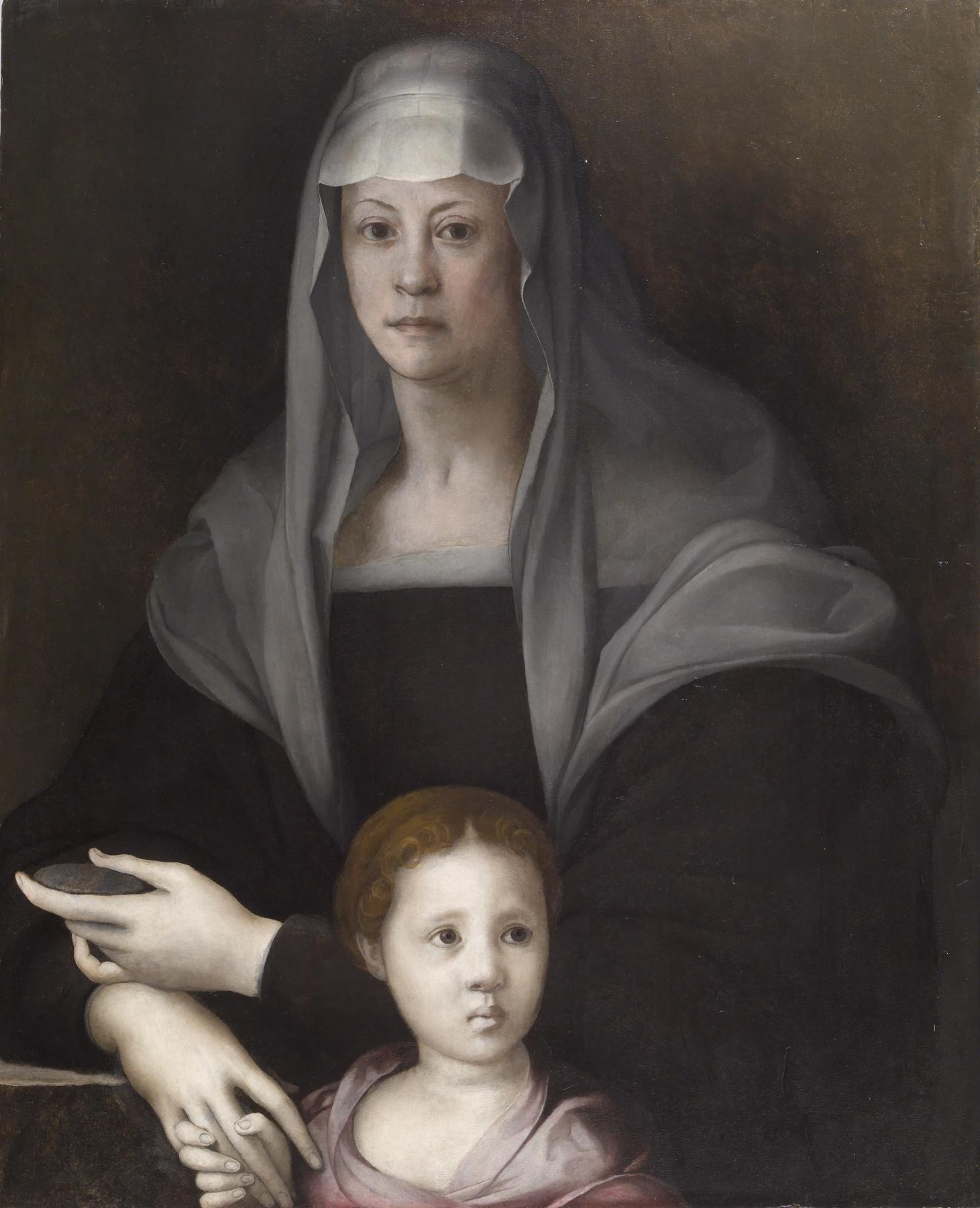
Портрет Марии Сальвиати де Медичи с Джулией де Медичи. Ок. 1537 г. Дерево, масло. Художественный музей Уолтерса, Балтимор, США
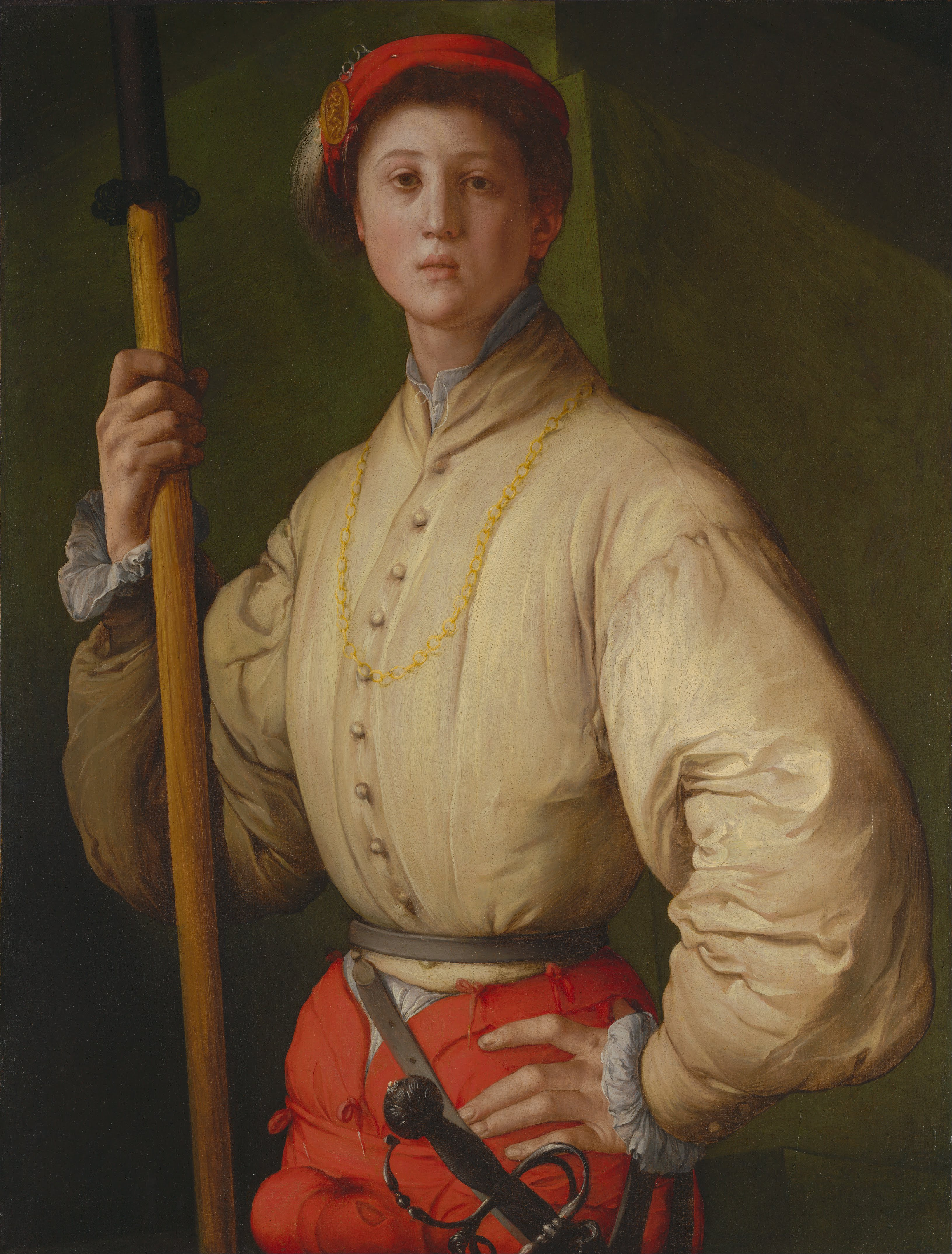
Портрет алебардиста. 1528—1530. Дерево, темпера, масло (переведено на холст). Музей Гетти, Лос-Анджелес
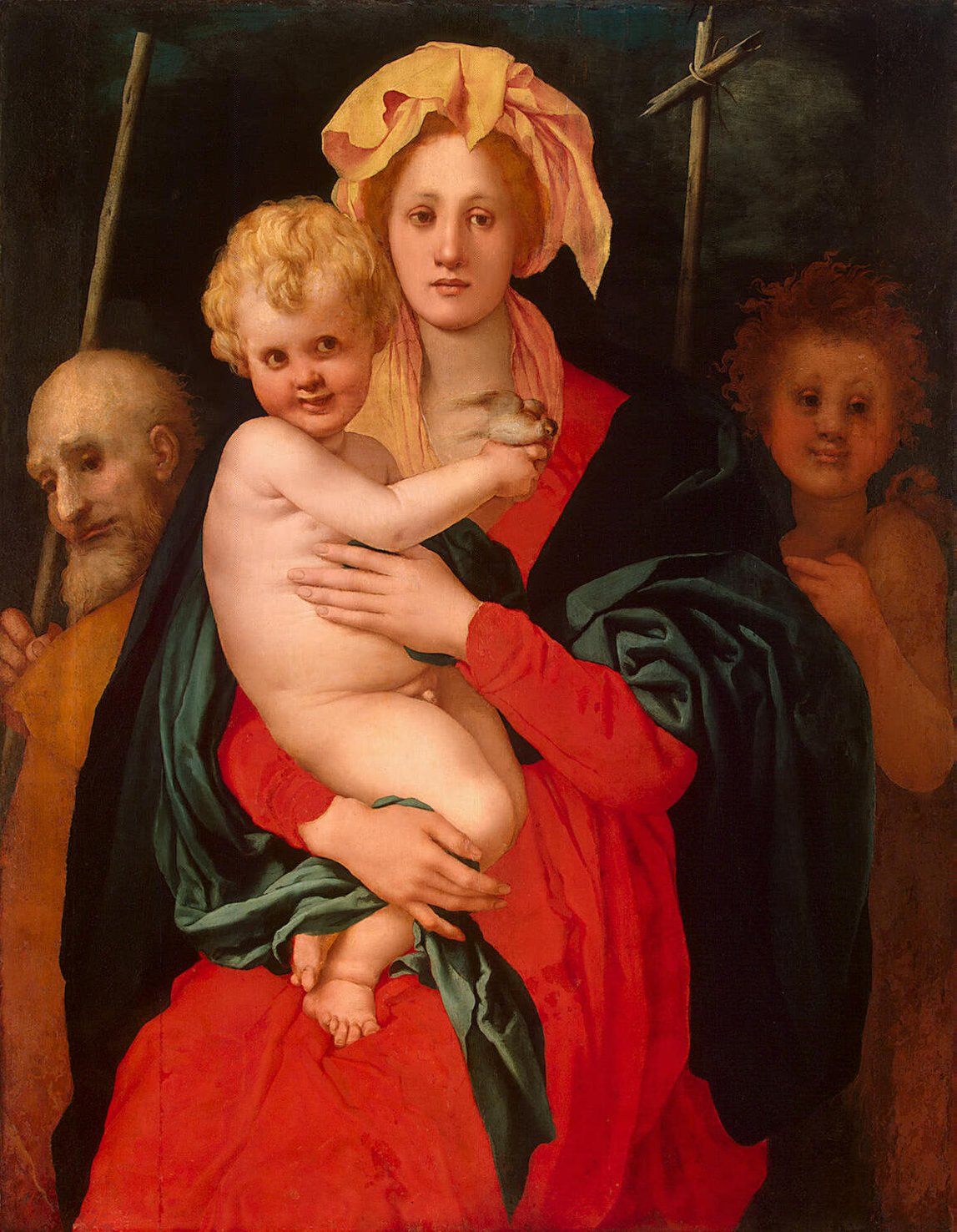
Мадонна с Младенцем, святыми Иосифом и Иоанном Крестителем. 1521—1522. Дерево, масло (переведено на холст). Государственный Эрмитаж, Санкт-Петербург
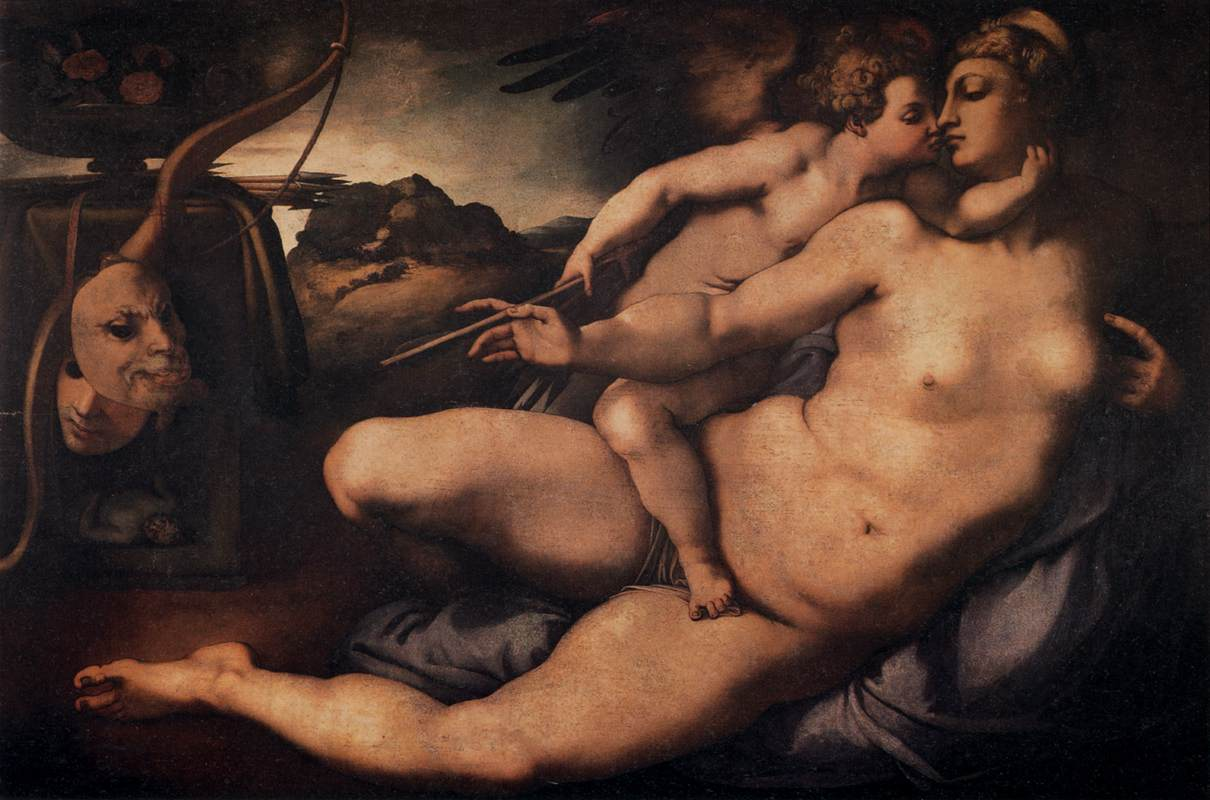
Венера и Купидон (по картону Микеланджело). Между 1533 и 1534. Дерево, масло. Галерея Академии, Флоренция

## Образ в искусстве
- Жизни художника посвящён фильм Понтормо[итал.] (2003, реж. Джованни Фаго[итал.], Италия), в заглавной роли — Джо Мантенья.